# Ichneumon tottor
Ichneumon tottor là một loài tò vò trong họ Ichneumonidae.